# 墨西哥菝葜
墨西哥菝葜（學名：Smilax regelii）是菝葜科牛尾菜属（菝葜属）的多年生植物，原产于中美洲热带地区。墨西哥菝葜的英語俗名Sarsaparilla有時亦包括墨西哥菝葜的其他近缘种。有人稱其為土茯苓，但正确来说土茯苓其实是指另一个品种光滑菝葜（Smilax glabra Roxb）的根。

## 效能

### 醫藥
菝葜属植物为攀缘植物，在世界各地均有分布，约有350种。自古以来便被视作香草、野菜和生药、中药，并用于治疗风湿、痛风、感冒以及用于退烧。欧洲从16世纪起也把菝葜屬植物作为淋病和梅毒等性病的治疗药方使用。因其含有较多的皂苷等配糖体，也有人视作类固醇药剂来使用以暂时提高运动能力。以及作为治疗其他皮肤疾病（如：脓疮、皮肤糜烂）、水银中毒等药的材料之一来使用。主要使用其干燥处理后的根部和根茎部分。

### 飲品
- 沙士（Sarsaparilla 或 Sarsi）：是一种碳酸饮料，因两岸三地的文化差异，称呼方式略有不同，台湾称“沙士”，香港称为“沙示”，是以植物墨西哥菝葜（Sarsaparilla）为主要调味的原料，因此得名。为深褐色、甜味、不含咖啡因的碳酸饮料。沙士虽色泽相近于可乐，但口味截然不同。该饮料来源不可考，应该是墨西哥原住民用来解热的自然草本饮品。美国人移民新大陆，且往中美洲扩展势力范围后，成为美国民众常喝饮料。据史载，19世纪，沙士与薑啤为美国人常喝的两种解渴饮料。
- 根汁饮料：一种用薑和其他植物的根制成，不含酒精的饮料，盛行于美国。某些古老的配方就有使用本植物[3][4]。
- Dr Pepper：Dr Pepper是一种特殊的果汁混合物，凭借其褒贬不一的独特口味在全球拥有一大批忠实的拥护者。
- 沙士苏打水：在欧洲地区有售卖。

### 食品
- 菝葜果汁糖及沙士糖（歐洲 地區有售）
- Sarsaparilla Stick（一種棒狀的點心 ）
- 在印度南部（特別是泰米爾納德邦），當地人會把墨西哥菝葜醃製，與米飯混合來食用。

## 參看
- Aralia nudicaulis, wild sarsaparilla or false sarsaparilla
- Sweet sarsaparilla (Smilax glyciphylla), a vine native to eastern Australia[5]
- 土伏苓[2]

## 外部連結
- 維基物種上的相關：墨西哥菝葜
- Sarsaparilla Root and Herb Information （页面存档备份，存于）
- Whatever happened to the soft drink sarsaparilla? （页面存档备份，存于） Cecil Adams, 1977
- http://assets.frontierville.zynga.com/production/R.1.1.007.001.36908/assets/assets/crafting/trading_post_sarsaparilla.png%5B%5D